# Qawasqar
Qawasqar, eller kawésqar, med flera andra stavningar, är ett alacalufspråk, talat av omkring 20 personer, tillhörande kawésqar, i södra Chile, varav hälften på ön Wellington utanför Chiles sydvästkust.

## Fonologi

### Vokaler
|              | Främre | Central | Bakre |
| ------------ | ------ | ------- | ----- |
| Sluten       | i      |         | u     |
| Mellansluten | e      |         | o     |
| Öppen        | æ      | a       |       |

### Konsonanter
|             | Labial | Alveolar | Palatal | Velar | Uvular | Glottal |
| ----------- | ------ | -------- | ------- | ----- | ------ | ------- |
| Nasal       | m      | n        |         | ŋ     |        |         |
| Klusil      | p      | t        | ʧ       | k     | q      | ʔ       |
| Ejektiva    | pʼ     | tʼ       | ʧʼ      | kʼ    |        |         |
| Frikativa   | f      | s        |         |       |        | h       |
| Rhotisk     |        | r - ɾ    |         |       |        |         |
| Approximant | w      | l        | j       |       |        |         |